# Серчик, Владислав
Владислав Анджей Серчик (пол. Władysław Andrzej Serczyk; 23 июля 1935, Краков — 5 января 2014, Ряшев) — польский историк-русист и украинист.

## Биография
Родился в Кракове. Окончил Ягеллонский университет, там же начал научную карьеру. Докторат получил в 1963 г., хабилитацию в 1968 г. С 1976 — профессор, в 1974—1978 — директор Библиотеки Ягеллонской. В 1986—1996 возглавлял Заведение истории Восточной Европы филиала Варшавского университета в Белостоке (Польша). С 1997 работал в Институте истории Университета в Жешуве (Польша). Труда Серчика сыграли важную роль в пропаганде знаний по истории Украины в польской интеллектуальной среде, а также способствовали созданию объективного взгляда на прошлое польско-украинских отношений. В последние годы интересовался проблемами историографии и методологии, возглавлял польско-украинскую комиссию по написанию учебников.

## Публикации
Автор около 300 научных трудов (из них 30 — отдельные издания), ряда исследований по истории России.
- «Koliszczyzna» (1968)
- «Lenin w Krakowie i na Podhalu» (1970)
- «Piotr Wielki» (1973)
- «Katarzyna II carowa Rosji» (1974)
- «Iwan IV Groźny» (1977)
- «Wielka Socjalistyczna Rewolucja Październikowa. Zarys historyczny» (1977)
- «Historia Ukrainy» (1979)
- «Połtawa 1709» (1982)
- «Na dalekiej Ukrainie. Dzieje Kozaczyzny do 1648 roku» (1986)
- «Poczet władców Rosji. Romanowowie» (1992)
- «Na płonącej Ukrainie. Dzieje Kozaczyzny 1648—1651» (1998)

## Книги
- Michał Kozłowski, Pro memoria — dwóch badaczy dziejów Europy Wschodniej: Władysław Andrzej Serczyk (23 VII 1935 — 5 I 2014) i Zbigniew Wójcik (29 X 1922-22 III 2014), «Studia z Dziejów Rosji i Europy Środkowo-Wschodniej» 50 (2015), z. 1, s. 233—240 .

## Награды и знаки отличия
- Командорский крест Орден Возрождения Польши (2010)[2]
- Офицерский крест Ордена Возрождения Польши (1999)[3]
- Кавалерский крест Ордена Возрождения Польши
- Золотой Крест Заслуги
- Заслуженный деятель культуры Польши